# Ряснянський Сергій Миколайович
Сергій Миколайович Ряснянський (1886, Суми, Харківська губернія — 26 жовтня 1976, Нью-Йорк) — російський офіцер, полковник Генерального штабу, учасник Першої світової війни, соратник Корнілова, учасник Білого руху і один з організаторів Добровольчої армії на Півдні Росії.

## Біографія

### Перші роки
З дворян. Молодший брат Борис (1894—1972) — капітан артилерії, учасник Білого руху.
Закінчив Петровський Полтавський кадетський корпус (1904) і Єлисаветградське кавалерійське училище (1906), звідки був випущений корнетом в 10-й гусарський Інгерманландський полк. У 1912 році поступив в Миколаївську академію Генерального штабу.

### Учасник Першої світової війни
З початком війни він повернувся у свій полк. У першому ж бою взяв у полон ворожу батарею під час кінної атаки біля села Ярославицы і був нагороджений орденом Святого Георгія 4-го ступеня. У 1915 році був переведений в Генеральний штаб і з 4 вересня 1916 року був старшим ад'ютантом штабу 10-ї кавалерійської дивізії, помічником старшого ад'ютанта штабу 9-ї армії і перебував в прикомандирування до розвідувального відділу Ставки. В 1917 році переведений в розвідувальний відділ штабу генерал-квартирмейстера Верховного Головнокомандувача. З 15 серпня 1917 року Ряснянський обіймав посаду секретаря Головного комітету Спілки офіцерів армії і флоту.

### Учасник Білого руху
У серпні 1917 року підтримав Корніловський заколот і Тимчасовим урядом був поміщений у в'язницю в Бихові, звідки втік разом з Корніловим в листопаді 1917 року на Дон. Був одним з головних учасників формування Добровольчої армії в її Першому і Другому Кубанських походах. З кінця 1918 року — у розвідувальному штабі Добровольчої армії. 2 травня 1919 року визначений у розпорядження штабу армійської групи генерала Врангеля на Манычском фронті. Пізніше перебував у розпорядженні генерал-квартирмейстера полковника Кусонського, потім повернувся в штаб ЗСПР. У Криму в Російській армії Врангеля покинув штабну роботу і перейшов в дію. Командував 2-ї бригади 2-ї кавалерійської дивізії під час боїв у Північній Таврії влітку 1920 року. Евакуйований в листопаді 1920 року з частинами Російської армії в Галліполі.

### Емігрант
У період Галліполійського сидіння був призначений командиром 4-го кавалерійського полку. Потім переїхав в Югославію, де служив у Прикордонній варті і викладав у 1922—1923 роках в Миколаївському кавалерійському училищі в Білій Церкві (Югославія). Після Другої світової війни переїхав до Бельгії. Був помічником голови РОВС генерала Архангельського. У 1954 році переїхав до США, де став начальником відділу РОВС в США. Там же видавав «Вісник російського закордонного воїнства» і полягав у Союзі Георгіївських кавалерів. Помер 26 жовтня 1976 року в Нью-Йорку на 91-му році життя. Похований на кладовищі Новодивеевского монастиря.

## Праці
- Биховський альбом. «Біле справа». Окремий відбиток з другої книги.
- Перші начавшіе (1918—1958). Под редакціей С. Н. Ряснянскаго. — Нью-Йорк, 1958.
- Коротка історія 10-го гусарського Ингерманландского полку. — Нью-Йорк, 1954.
- Російсько-японська війна. — Нью-Йорк, 1954.
- Незабутнє минуле Славної Південної Школи. 1865—1965. // Під редакцією Генерального штабу полковника С. Н. Ряснянского. — Нью-Йорк, 1965.
- До 50-річчя 1-го Кубанського (Крижаного) ген. Корнілова походу. — Нью-Йорк, 1967.
- Про Російське воїнство, защищавшем Русь — Росію. — Нью-Йорк, 1969.
- Галліполі.